# Bloedbad van Brummen

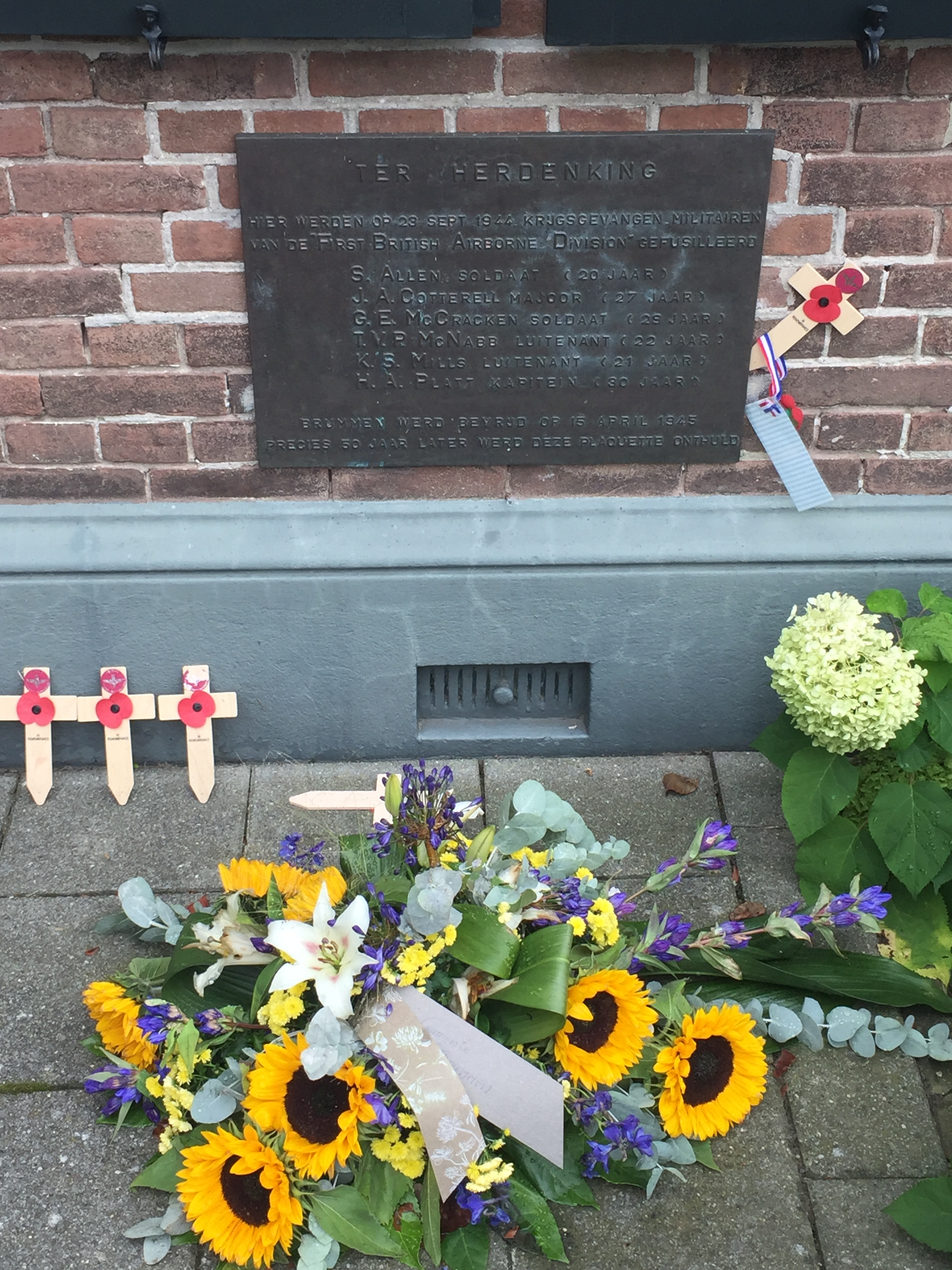
In 1994 werd ter herinnering aan het bloedbad een gedenksteen aangebracht op het voormalige postkantoor van Brummen.

Het bloedbad van Brummen vond op 23 september 1944 plaats nadat twee Britse krijgsgevangen probeerden te ontsnappen. Een jonge SS'er schoot vervolgens zijn machinepistool leeg op de vrachtwagen met achtergebleven krijgsgevangen. Vier Britse militairen en een Duitse bewaker werden direct dodelijk getroffen, twee andere Britten overleden kort daarna aan hun verwoningen.

## Gebeurtenis
Op 17 september 1944 landde de 1e Luchtlandingsdivisie in de buurt van Arnhem met als doel om de Rijnbrug van de Gelderse hoofdstad te veroveren. Alleen luitenant-kolonel John Dutton Frost slaagde er met zijn tweede bataljon, aangevuld met een aantal kleinere legerafdelingen in, de noordkant van de brug te bereiken. Daar hielden zij tot 21 september stand. Slechts een handjevol overlevenden slaagde erin de Britse corridor bij Oosterbeek te bereiken, de meeste Britse para's werden krijgsgevangen gemaakt.
Vanuit Velp werd op 23 september een groep bestaande uit 25 krijgsgevangen per vrachtwagen richting Zutphen afgevoerd. De Britten irriteerden hun bewakers door naar Nederlandse omstanders het V-teken te maken. De Duitsers stopten de wagen en dreigde om hun gevangenen neer te schieten wanneer ze doorgingen met sarren.
Bij het postkantoor in Brummen minderde de auto vaart. Dat was voor majoor Tony Hibbert en majoor Dennis Stuart Mumford het moment om uit de vrachtauto te springen en de benen te nemen. Een jonge SS'er schoot vervolgens zijn MP-40 in de truck leeg, waarbij zes Britten en een Duitser dodelijk werden getroffen. Vier Britten overleden ter plekke, de twee andere kort daarna in het ziekenhuis. De joodse luitenant Albert Louis Tannebaum raakte zwaargewond en verbleef tot de bevrijding in het ziekenhuis in Enschede.
Een verder bloedblad werd voorkomen doordat de naderende Duitse officier Gustav Etter zijn landgenoten tot bedaren bracht. Mumford werd kort na de ontsnapping weer gepakt, Hibbert slaagde erin met behulp van het verzet Ede te bereiken. Hij keerde een maand later als onderdeel van Operatie Pegasus I terug naar bevrijd gebied.

## Nasleep
Na de oorlog probeerden de Britten de Duitse SS'er die verantwoordelijk was voor het bloedbad op te sporen, maar zij vonden hem niet. Mogelijk volgde hij de onderofficiersopleiding voor jonge militairen in de Sachsen Weimar-kazerne in Arnhem.
In 1994 werd bij het postkantoor een plaquette onthuld ter nagedachtenis van het bloedbad. Tony Hibbert was tot aan zijn dood in 2014 aanwezig bij de jaarlijkse herdenking. In 2019 vond de laatste officiële herdenking plaats bij het monument.